# 利布拉什德
利布拉什德，是阿爾巴尼亞东南部艾巴申州的一个市镇。该市镇成立于2015年地方政府改革后，由原7个市镇合并而成，原7个市镇则成为新市镇的行政分区。行政中心为利布拉什德镇。市镇面積为793.99平方公里，2011年人口数量为31,892人，利布拉什德镇的人口数量则为6,937人。利布拉什德是距离薛貝尼克-傑藍尼斯國家公園最近的城镇。